# Raids japonais dans l'Océan Indien
Théâtre d'Asie du Sud-Est de la Guerre du Pacifique
Batailles
- Action du 27 février 1941
- Action du 8 mai 1941
- Bataille entre le Sydney et le Kormoran
- Raids japonais de 1942
- Occupation japonaise des îles Andaman
- (Massacre de Homfreyganj)
- Bataille de l'île Christmas
- Raid sur Ceylan (Raid du dimanche de Pâques)
- Mutinerie des îles Cocos
- Bataille de Madagascar
- Ralliement de La Réunion
- Opération Creek
- Groupe Monsun
- Action du 13 novembre 1943
- Action du 11 janvier 1944
- Action du 14 février 1944
- Raid japonais de 1944
- Action du 17 juillet 1944

- 1940
- 1941
- 1942
- 1943
- 1944
- 1945

Les raids japonais dans l'océan Indien étaient effectués par des navires de la marine impériale japonaise pendant la Seconde Guerre mondiale pour effectuer une guerre de course contre le commerce allié dans l'océan indien. Possédant une puissante flotte de navires de guerre, avant le début de la Seconde Guerre mondiale, la marine impériale japonaise avait stratégiquement planifié de mener une guerre d'actions de sa flotte et, par conséquent, déléguait peu de ressources cette guerre de course sur les navires marchands alliés. 
Néanmoins, en 1940, deux navires de transport de passagers - Aikoku Maru et Hōkoku Maru - de la ligne maritime d'Osaka ont été réquisitionnés pour être convertis en croiseur auxiliaire armé pour la guerre de course. Ces navires ont ensuite été utilisés pour attaquer la navigation commerciale alliée le long des voies de communication vitales entre l'Australie et le Moyen-Orient. Utilisant leur armement complet et leur vitesse à leur avantage, les raiders ont connu une brève période de succès. Les raids japonais dans l'océan Indien ont en grande partie cessé à la fin de 1942 après une action avec un navire néerlandais, l'Ondina et une corvette de la Royal Indian Navy, le Bengal qui a coulé le Hōkoku Maru.

## Préparation

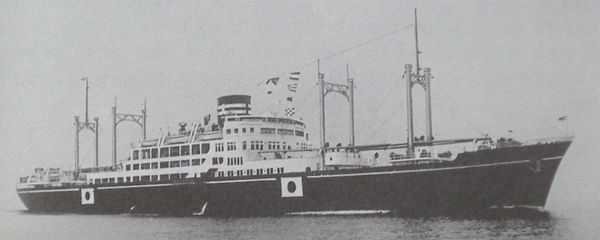
Hokoku Maru, avant transformation

En 1940, deux navires à passagers de la ligne maritime d'Osaka ont été réquisitionnés pour être convertis en croiseurs marchands armés. Le Hōkoku Maru (le nom du navire de la classe) et l' Aikoku Maru, tous deux en construction pour faire la route entre le Japon et l'Amérique du Sud, ont commencé leurs reconstructions en 1941, et au moment de leur mise en service, les navires furent lourdement armés. L'armement principal se composait de 8 canons de 140 mm , auxquels s'ajoutent à 2 canons de 80 mm et 4 canons de 25 mm. Il y avait aussi 4 tubes lance-torpilles de 533 mm dans des montures jumelées, et chaque navire avait deux hydravions d'observation Mitsubishi F1M (2 "Pete" Type 0). Chaque hydravion était armé de deux mitrailleuses fixes de Type 97 tirant vers l'avant et d'une de Type 92 monté de manière flexible, et chargé de 120 kg de bombe.

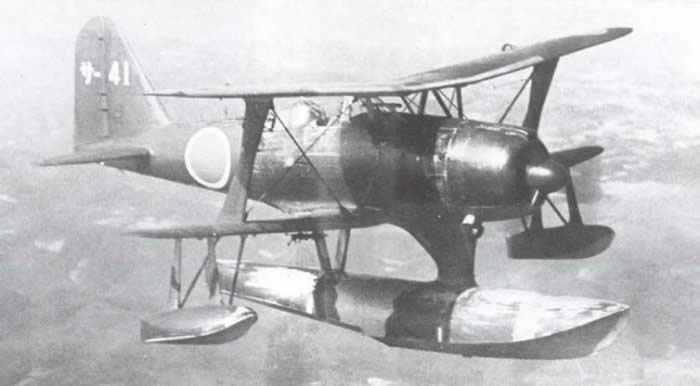
Mitsubishi F1M

Avec leur armement lourd, les deux raiders japonais pouvaient vaincre n'importe quel petit navire de guerre d'escorte et navire marchand armé, et leur vitesse leur permettait (en combinaison avec leurs hydravions) de couvrir de vastes zones océaniques. En service, ils ont été organisés en tant que 24th Special Cruiser Squadron sous le contre-amiral Moriharu Takeda. Le Hokoku Maru a été modifié pour servir de vaisseau amiral de l'amiral Takeda avec un espace pour son état-major de quatre officiers et dix-huit hommes.

## Actions
- 12 décembre 1941 : Hokoku Maru intercepte le cargo américain Vincent à destination du canal de Panama depuis Sydney, en Australie. Le vieux cargo a été coulé après avoir fait prisonnier son équipage de 38 hommes à bord des deux raiders.
- 31 décembre 1941 : un hydravion d' Aikoku Maru a trouvé le cargo américain Malama à destination de la Nouvelle-Zélande depuis Honolulu avec une cargaison de camions et de moteurs d'avion de l'United States Army Air Forces. L'hydravion a été observé par Malama mais a apparemment été perdu à cause de problèmes opérationnels avant de retourner sur l'Aikoku Maru. L'escadron a commencé une recherche de l'hydravion disparu pendant la nuit de pleine lune. Des avions ont été lancés à 7h00 le 1er janvier 1942 pour élargir la recherche. L'un des hydravions a trouvé Malama à 9h10, l'a encerclé à basse altitude et lui a ordonné de s'arrêter avec une rafale de mitrailleuse. Malama a commencé à diffuser des messages de détresse qui ont continué jusqu'en 14h15. L'amiral Takeda était à 130 miles de distance, mais a intercepté les appels de détresse et a ordonné à l'avion de revenir pour être réarmé avec des bombes. Malama a été sabordé par son équipage et l'équipage du cargo de 38 hommes a été transféré sur les deux navires.
- 16 au 20 janvier 142 : l'escadron a intercepté des signaux radio extrêmement forts leur faisant croire que des navires de guerre alliés étaient à proximité. Ils ont réussi à échapper à la détection par la Task Force 8[1] de l'amiral William F. Halsey et se sont réapprovisionnés aux îles Truk le 4 février 1942 et ont transféré les prisonniers au Commandement aérien naval d'Ōita Bay le 13 février.

L'escadron est ensuite entré à l'Arsenal naval de Kure où chaque navire a reçu 8 canons modernes de 140 mm pour remplacer les 4 canons de 150 mm de la guerre russo-japonaise installés l'automne précédent. Des hydravions plus modernes ont été embarqués lorsque l'escadron s'est déployé dans l'océan Indien avec la tâche supplémentaire de ravitailler les sous-marins japonais opérant dans le canal du Mozambique. 
- 5 juin au 13 juillet 1942 : les sous-marins coulèrent 21 navires. Le Hokoku Maru et l' Aikoku Maru ajoutèrent des navires supplémentaires à ce score. Les prises des raiders japonais comprenaient le pétrolier hollandais Genota capturé le 9 mai 1942 ; l' Elysia, navire britannique  coulé le 5 juin 1942 ; le Hauraki, un navire néo-zélandais capturé le 12 juillet 1942.

Grâce à ces succès, ils avaient coulé ou capturé 5 navires marchands en un an. Ils sont partis à Singapour le 5 novembre lors de leur quatrième raid.

## Dernière action contre l'Ondina

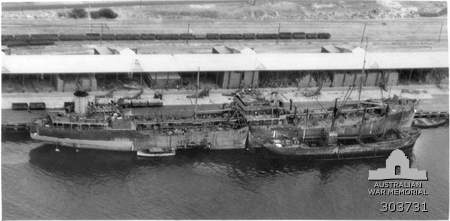
Pétrolier Ondina

L' Ondina était un pétrolier moderne construit pour La Corona, une des compagnies maritimes de Shell. Relativement rapide, il était légèrement armée d'un canon de 4 pouces/50 calibres à la poupe et de plusieurs mitrailleuses à usage antiaérien. Sous le commandement du capitaine W. Horsman, elle a été déployée entre Fremantle en Australie et Abadan sur les rives pétrolifères du golfe Persique. Lors de ce voyage, il n'était protégé que par une seule corvette, le HMIS Bengal de classe Bathurst. Elle n'avait qu'un seul canon de 3 pouces, ce qui rendait sa puissance de feu à peine suffisante pour protéger l' Ondina des sous-marins, et encore moins des raiders de surface ennemis. Les deux navires ont quitté Fremantle le 5 novembre 1942, s'attendant à un voyage 

### Observations
Le 11 novembre 1942 à 11h45 du matin, les autorités navales de Fremantle ont reçu un signal SOS envoyé par le Bengal, indiquant que l' Ondina et lui-même étaient attaqués par deux raiders japonais. L'alerte a commencé lorsqu'une vigie de l' Ondina a aperçu un navire inconnu à environ 12.000 mètres, suivi d'un navire de taille similaire. Sur le Bengal, les guetteurs ont vu les deux raiders quelques minutes plus tard et s'est dirigé droit vers les attaquants, espérant gagner suffisamment de temps pour que l' Ondina puisse s'échapper. Il a ouvert le feu à 12h00 à partir de 3.200 mètres, suivie de l' Ondina à 12h05 à 8.000 mètres. La chose sensée à faire pour l' Ondina aurait été d'obéir à l'ordre de s'échapper, mais le capitaine décida de rester, car son navire, armé d'un canon de 4 pouces, était toujours le plus puissant des deux. De plus, l' Ondina ne pouvait faire que 12 nœuds tandis que les navires japonais pouvaient faire 21 nœuds.

### Attaque
L' Aikoku Maru (capitaine Tamotsu Oishi (en)), et Hokoku Maru (capitaine Hiroshi Imazato (en)) , ont répliqué aussitôt et le premier tir sur Ondina a arraché une partie du mât principal. Le troisième tir d' Ondina frappa la superstructure de Hokoku Maru, mais apparemment avec peu d'effet.Satisfait du coup, le capitaine du canon ordonna alors aux artilleurs de concentrer leur tir sur la poupe. Quelques instants plus tard, un coup sur la monture du lance-torpille tribord a transformé le Hokoku Maru en une boule de flammes rouges et jaunes, et alors que le navire émergeait de la fumée, se traînant lourdement sur tribord, une explosion a arraché la poupe et a jeté ses deux hydravions par-dessus bord, tandis que des incendies massifs faisaient rage dans la superstructure. Hokoku Maru n'avait pas été construit comme un navire de guerre et ne disposait donc pas d'un nombre suffisant de cloisons étanches. Il y avait peu d'espoir de sauver le Hokoku Maru et son capitaine ordonna que d'abandonner le navire.L' Aikoku Maru a ramassé un total de 278 survivants parmi un équipage de 354. Le capitaine Imazato était l'un des 76 tués au cours de l'action.

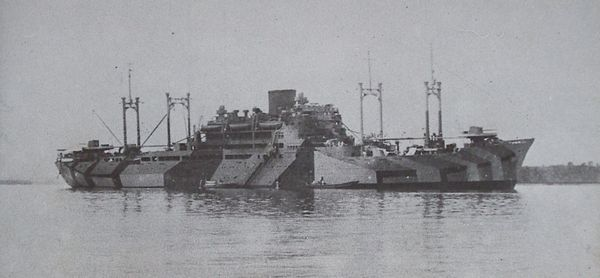
Hokoku Maru

L' Aikoku Maru a rapidement vengé son navire jumeau, marquant plusieurs coups sur l' Ondina. Néanmoins, ses obus et torpilles ont eu peu d'effet sur le pétrolier vide, car le grand nombre de réservoirs étanches pouvait le maintenir à flot dans les circonstances les plus difficiles. Aikoku Maru a également tiré sur le Bengal, le touchant dans le gaillard d'avant, mais ne faisant que peu de dégâts. Les artilleurs du Bengal ont continué à tirer sur les Japonais, et à 12h45, son dernier obus avait été tiré et son capitaine a décidé qu'il ne pouvait pas faire grand-chose pour l' Ondina. Il s'enfuit à toute vitesse en posant un écran de fumée, et prit un coup dans la poupe qui n'eut aucun effet sur sa fuite. Quelque temps plus tard, une deuxième explosion à bord du Hokoku Marule fit couler. Après avoir quitté les lieux, le Bengal a mis le cap sur Diego Garcia, où le capitaine a signalé que l' Ondina et un raider ennemi avaient été coulé.

### Survie de l'Ondina
Ondina n'était pas encore coulé et continuait à naviguer en continuant de tirer sur l' Aikoku Maru qui ripostait. Une dernière tentative d'évasion, en jetant des bouées de fumée par-dessus bord, a échoué et le capitaine a ordonné à l'équipage d'abandonner le navire pour éviter de nouvelles effusions de sang. Les moteurs ont été arrêtés, les canots de sauvetage abaissés et un drapeau blanc a été hissé, le tout sous le feu continu de l' Aikoku Maru. Quelques instants plus tard, le capitaine Horsman a été tué par un éclat d'obus provenant d'un obus frappant le pont. Deux canots de sauvetage et deux radeaux ont été mis à l'eau et plus tard, un autre canot de sauvetage était à l'eau avec le reste de l'équipage. La plupart des membres de l'équipage (à l'exception des officiers et de l'équipage) étaient chinois, et ils avaient été gênants pendant toute l'action, refusant de fournir toute assistance pour sauver le navire. 
Aikoku Maru s'est approché d' Ondina, s'est rapproché à environ 400 mètres et a tiré deux torpilles pour achever le navire. Les deux ont laissé de gros trous sur le côté tribord, mais n'ont guère fait couler le navire lui-même. Ses réservoirs étaient vides et le navire restait à flot sur les autres réservoirs en bon état. Aikoku Maru a alors changé de cap et les artilleurs japonais ont ouvert le feu sur les canots de sauvetage à la dérive. Un marin a été tué, trois autres ont été grièvement blessés. L'un d'eux était un jeune marin britannique nommé Henry, affecté à l'origine au Bengal. Satisfait des résultats, Aikoku Maru est parti chercher les survivants du Hokoku Maru. L' Aikoku Marurevint une fois de plus, tirant une torpille qui manqua le pétrolier et ne prêta que peu d'attention aux survivants, convaincu que l' Ondina était condamné.
Pendant ce temps, les hommes dans les canots de sauvetage avaient donné au défunt un enterrement de marin et ont ensuite échangé leurs réflexions sur ce qu'il fallait faire ensuite. Le premier officier, Rehwinkel, voulait retourner au pétrolier, mais un seul artilleur était prêt à l'accompagner. La plupart des autres étaient convaincus que l' Ondina était sur le point de s'effondrer. Non sans problème, Rehwinkel a réussi à rassembler un petit nombre d'hommes et est retourné au navire. L'inspection a révélé que ses moteurs étaient également toujours intacts. De petits incendies se sont éteints et les derniers membres d'équipage des canots de sauvetage ont été embarqués après avoir été convaincus qu'il n'y avait aucun danger de couler. Le long retour à Fremantle commença. Les canots de sauvetage ont été réparés au mieux, au cas où l' Aikoku Maru reviendrait.

### Retour de l'Ondina
Le marin britannique Henry était en très mauvais état. Il avait une jambe écrasée et après deux jours, le premier officier a été forcé d'envoyer un signal à l'aide. Le signal a été envoyé non codé, car les livres de codes avaient tous été jetés par-dessus bord lorsque l'abandon du navire avait été ordonné. Ce signal inattendu a provoqué un choc à Colombo, car l' Ondina avait été signalé coulé et logiquement, les britanniques soupçonnaient un piège japonais et firent une demande de sa position actuelle.
Méfiant face à un piège, l' Ondina ne répondit pas. Sans soins médicaux pour ses blessés, l' Ondina a continué vers Fremantle. Le 17, un hydravion australien PBY Catalina a été aperçu, à environ 370 km au nord-ouest de Fremantle. Les vigies avaient signalé un navire quelque temps auparavant et on a demandé au Catalina si ce navire pouvait fournir une aide bien nécessaire. Le navire inconnu s'est avéré être un navire-hôpital où les médecins ont immédiatement commencé une série de transfusions sanguines qui ont réussi à sauver la vie de Henry. 
Le 18 novembre, l' Ondina est entré à Fremantle après un voyage que seuls quelques navires avaient fait et encore moins avaient survécu. La corvette Bengal était entrée à Diego Garcia la veille. Ondina est resté en Australie en tant que navire de dépôt jusqu'en 1943, date à laquelle il a finalement été réparé. Le Bengal et Ondina ont survécu à la guerre.

### Conséquences

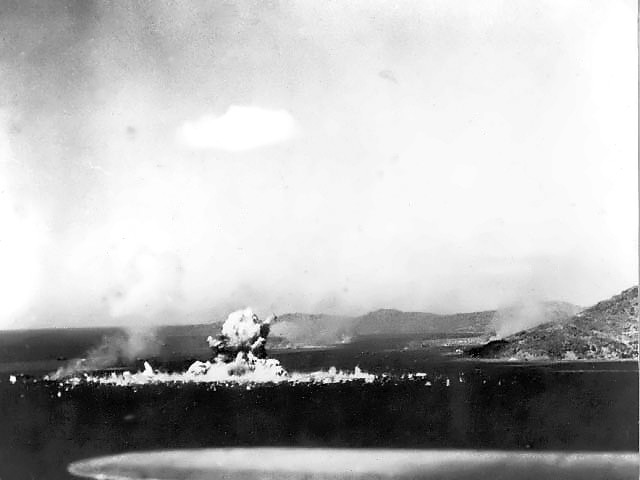
Fin de l'Aikoku Maru

Rétrospectivement, cette bataille n'a pas seulement été un succès tactique pour les Alliés, elle a également eu des implications stratégiques. La perte du Hokoku Maru a forcé les Japonais à abandonner la guerre de course et par la suite la marine impériale japonaise n'a plus tenté d'autres actions, jusqu'au début de 1944 quand une force de trois croiseurs lourds a attaqué les navires alliés dans l'océan Indien. Aikoku Maru a été converti en un transport à grande vitesse et a été coulé en février 1944 lors de l'Opération Hailstone, le bombardement par des avions américains de la base japonaise des îles Truk sous le Mandat des îles du Pacifique. 
Pour ses actions pendant cette bataille, l' Ondina a reçu une distinction hollandaise rare, le Koninklijke Vermelding par Dagorder, publié le 9 juillet 1948. Le capitaine W. Horsman devint Ridder in de Militaire Willemsorde der 4de Klasse à titre posthume et fut mentionné dans les dépêches, tandis que l'artilleur, Hammond, reçut la Médaille du service distingué et le Bronzen Kruis . Le capitaine du Bengal, le lieutenant-commander Wilson, a reçu l'Ordre du service distingué, tandis que d'autres membres de son équipage ont également été décorés.